# Endostemon membranaceus
Endostemon membranaceus là một loài thực vật có hoa trong họ Hoa môi. Loài này được (Benth.) Ayob. ex A.J.Paton & Harley mô tả khoa học đầu tiên năm 1994.